# Périers-sur-le-Dan
Périers-sur-le-Dan – miejscowość i gmina we Francji, w regionie Normandia, w departamencie Calvados.
Według danych na rok 1990 gminę zamieszkiwało 491 osób, a gęstość zaludnienia wynosiła 168 osób/km² (wśród 1815 gmin Dolnej Normandii Périers-sur-le-Dan plasuje się na 447. miejscu pod względem liczby ludności, natomiast pod względem powierzchni na miejscu 1044.).